# Dasyprocta guamara
Dasyprocta guamara és una espècie de mamífer rosegador histricomorf de la família Dasyproctidae de petita grandària, endèmica de Veneçuela.